# Maria Pilla
Maria Regina Jacob Pilla é uma ativista, jornalista e escritora brasileira.

## Biografia
Nasceu no Rio Grande do Sul. Estudou nos Estados Unidos na década de 1960. De volta ao Brasil, já no período da ditadura militar, iniciou o curso de jornalismo na Universidade Federal do Rio Grande do Sul. Começou sua militância política no então clandestino Partido Comunista Brasileiro. Integrou a dissidência do PCB que levou à fundação do Partido Operário Comunista (POC). Exilada, viveu na França, militando na IV Internacional. 
Na década de 1970 mudou-se para a Argentina, onde atuou no Partido Revolucionário de los Trabajadores. Presa em Buenos Aires em 1975, foi torturada e passou mais de dois anos encarcerada. Expulsa do país em 1977, recebeu asilo da França mais uma vez. De volta ao Brasil com a Anistia de 1979, optou por permanecer em Paris até 1992, quando voltou para o Brasil.
Reingressou na UFRGS em 2007, no curso de Letras. 

## Obras
- 2014 - Volto Semana Que Vem (Cosac Naify)